# Black Letter Days
Black Letter Days è il quinto album in studio del gruppo musicale Frank Black and the Catholics, pubblicato nel 2002. Il disco è uscito in simultanea con un altro, dal titolo Devil's Workshop.

## Tracce
1. The Black Rider – 2:37
2. California Bound – 3:24
3. Chip Away Boy – 2:57
4. Cold Heart of Stone – 3:19
5. Black Letter Day – 3:26
6. Valentine and Garuda – 3:13
7. How You Went So Far – 4:05
8. End of Miles – 3:49
9. 1826 – 6:40
10. The Farewell Bend – 3:23
11. Southbound Bevy – 3:07
12. I Will Run After You – 3:58
13. True Blue – 1:49
14. Jane the Queen of Love – 5:10
15. Jet Black River – 1:51
16. 21 Reasons – 5:40
17. Whispering Weeds – 3:39
18. The Black Rider – 3:09

## Formazione
- Frank Black – voce, chitarra
- Scott Boutier – batteria, voce
- Eric Drew Feldman – tastiera, voce, sintetizzatore
- Rich Gilbert – chitarra, pedal steel guitar, tastiera, voce, sassofono
- David McCaffery – basso, voce
- Dave Phillips – chitarra, pedal steel guitar, voce
- Moris Tepper – chitarra, voce
- Nick Vincent – maracas